# 101P/Černyh
101P/Černyh, komet Jupiterove obitelji. 
1992. je godine uočeno da se 101P/Černyh raspolovio. JPL zaključio je da se to zbilo travnja 1991. kad je bio na 3,3 AJ od Sunca. Tad je nastao 101P/Černyh-B.